# Liu Ming-huang
Liu Ming-huang (chinesisch 劉明煌, Pinyin Liú Mínghuáng; * 17. September 1984) ist ein ehemaliger taiwanischer Bogenschütze.

## Karriere
Bei den Asienspielen 2002 in Busan gewann Liu Ming-huang in der Mannschaftskonkurrenz Silber. Liu nahm 2004 in Athen an den Olympischen Spielen teil. In der Einzelkonkurrenz belegte er den 26. Rang, während er mit der Mannschaft die Finalbegegnung erreichte. In dieser unterlag die taiwanische Mannschaft den Südkoreanern mit 245:251, sodass Liu die Silbermedaille gewann. 2007 sicherte er sich mit der Mannschaft in Leipzig Bronze bei den Weltmeisterschaften.